# Magnieu
Magnieu település Franciaország Auvergne-Rhône-Alpes régiójában, Ain megyében. 2019. január 1-jén hozzácsatolták Saint-Champ korábbi községet, és így új község státuszt kapott. Lakossága az egyesítéskor 648 fő volt.
Lakosainak száma 651 fő (2022. január 1.). Magnieu Marignieu, Chazey-Bons, Belley, Parves et Nattages, Massignieu-de-Rives, Cressin-Rochefort és Pollieu községekkel határos.

## Népesség
A település népességének változása:
| Lakosok száma | 644  | 643  | 643  | 642  | 655  | 651  |
|               | 2017 | 2018 | 2019 | 2020 | 2021 | 2022 |